# Złoty Krzyż w Poznaniu

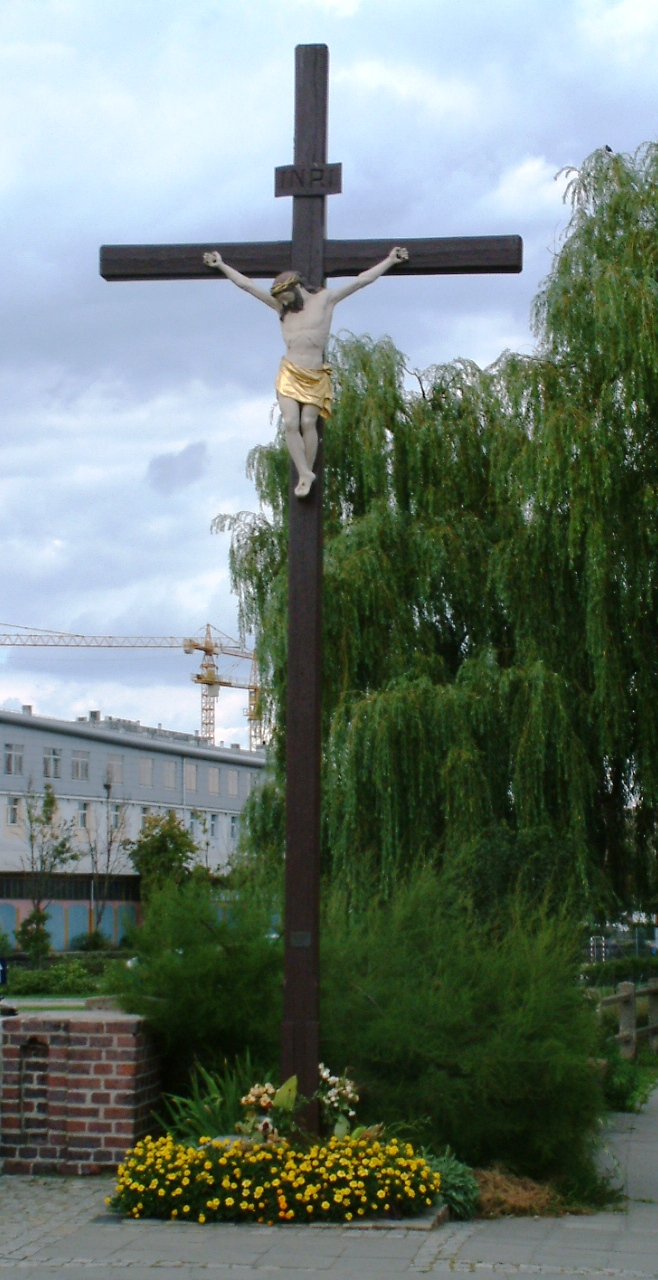
Krzyż chwaliszewski (2005 rok)

Złoty Krzyż, zwany krzyżem chwaliszewskim, Złoty Pan Jezus na Chwaliszewie – krucyfiks wysokości ok. 4 metrów znajdujący się w Poznaniu w zachodniej części staromiejskiej dzielnicy Chwaliszewo, u wylotu ulicy o tej samej nazwie, w bezpośrednim sąsiedztwie placu Międzymoście i dawnego koryta Warty; aż do wytyczenia nowego koryta rzeki i zburzenia w 1968 roku mostu Chwaliszewskiego stanowił charakterystyczny element nabrzeżnego krajobrazu u wschodniego przyczółka przeprawy. Nazwa obiektu nawiązuje do stojącego na starym, drewnianym moście XVIII-wiecznego krzyża ze złoconą pasyjką oraz postawionego następnie w pobliżu przeprawy, zniszczonego podczas II wojny światowej żelaznego krucyfiksu z 1880 roku, którego cynkowa postać Chrystusa pokryta była warstwą 22,5-karatowego złota. Według rozpowszechnionego poglądu, jednak nieznajdującego źródłowego potwierdzenia, krzyż stoi w tym miejscu od ponad tysiąca lat, jego pierwotne pochodzenie wiązane jest z przyjęciem chrześcijaństwa przez Mieszka I w 966 roku. Z krzyżem tym wiąże się epizod oporu polskiej ludności Poznania w okresie kulturkampfu przeciwko decyzjom władz niemieckich chcących uniemożliwić ustawienie nowego krucyfiksu. W obecnej swej formie krzyż chwaliszewski pochodzi z 1945 roku.

## Historia
Początki tradycji ustawiania na moście Chwaliszewskim krzyża są nieznane. Pierwsza jednoznaczna wzmianka na jego temat pochodzi z II poł. XIX wieku i dotyczy drewnianego, XVIII-wiecznego krucyfiksu. Krótko po tym w 1877 roku władze miejskie postanowiły wznieść nowy stalowy most, dlatego też drewniany krzyż został przeniesiony. Wywiązał się wówczas spór władz kościelnych z państwowymi odnośnie do ustawienia nowego krzyża. Ostatecznie kolejny, żelazny krzyż stanął w 1880 roku. Krzyż ten stał do roku 1939, gdy został zniszczony przez wojska hitlerowskie. Obecny drewniany krzyż umieszczono przy moście Chwaliszewskim w 1945 roku.

### Pochodzenie krzyża
Początki tradycji wystawiania na moście Chwaliszewskim krzyża są trudne do określenia. Jedna z poznańskich legend wyznacza początki stojącego przy przeprawie krucyfiksu na czasy potopu szwedzkiego, natomiast inna wiąże powstanie krzyża z powodzią, która nawiedziła stolicę Wielkopolski w 1736 roku, przypisując jego pochodzenie boskiej interwencji. Przekazy te są sięgającymi najdalej w przeszłość informacjami na temat krzyża chwaliszewskiego, nie licząc przytaczanego często poglądu o jego tysiącletniej genezie.
Wiarygodne źródła wskazują jednakże na istnienie pod koniec XVIII stulecia wiekowego posągu kultowego zdobiącego przyczółek mostu. Wydany 4 września 1800 roku dokument zawierający skierowane przez sześciu mieszczan poznańskich do władz pruskich żądanie remontu zniszczonych, prowadzących z mostu ku rzece schodów, które służyły mieszkańcom chcącym pobrać wodę, wzmiankuje o starym i zniszczonym upływem czasu posągu świętego. Postać świętego uległa zatarciu i trudna była do zidentyfikowania. Figura została przez nich określona jako wizerunek św. Jana. Zapis ten, powtórzony przez miejskiego referenta w dekrecie władz miejskich do korespondencji z inspektorem budownictwa miejskiego Wernickem (odpowiedzialnym za sporządzenie kosztorysu napraw), został następnie poprawiony przez radcę miejskiego Schönfelda, który skreślił imię św. Jana, uznawszy, że posąg przedstawia w rzeczywistości św. Wawrzyńca. Interpretacja Schönfelda wydaje się prawdopodobna ze względu na szczególny kult jakim od średniowiecza otaczano w Chwaliszewie postać św. Wawrzyńca (od 1444 do 1800 Chwaliszewo stanowiło osobny, niezależny od Poznania organizm miejski). Znajdował się tu poświęcony mu kościół oraz szpital.
Jakkolwiek wzmianki te nie odnoszą się do krzyża, wskazują one na istnienie przy moście Chwaliszewskim obiektu kultowego o bardzo starej genezie. Ze względu na istnienie tradycji ustnej, nie można jednoznacznie wykluczyć, że w miejscu tym znajdowało się ponadto jakieś przedstawienie ukrzyżowania. Nie zachowały się żadne informacje o dalszych losach posągu. Brak o nim wzmianek w dokumentach z lat 1808–1810 związanych z budową nowego, drewnianego mostu w Chwaliszewie.
4 marca 1846, podczas krótkotrwałych walk powstania wielkopolskiego 1846 roku, doszło na moście Chwaliszewskim do bitwy pomiędzy powstańcami a oddziałami pruskimi.

### Krzyż drewniany, II połowa XIX wieku
Pierwsza jednoznaczna wzmianka o Złotym Krzyżu chwaliszewskim pochodzi z jesieni 1876 roku. Drewniany krzyż ze złoconą pasyjką umiejscowiono wówczas pośrodku mostu, po jego północnej stronie (Most Chwaliszewski biegł równoleżnikowo, na osi wschód-zachód).

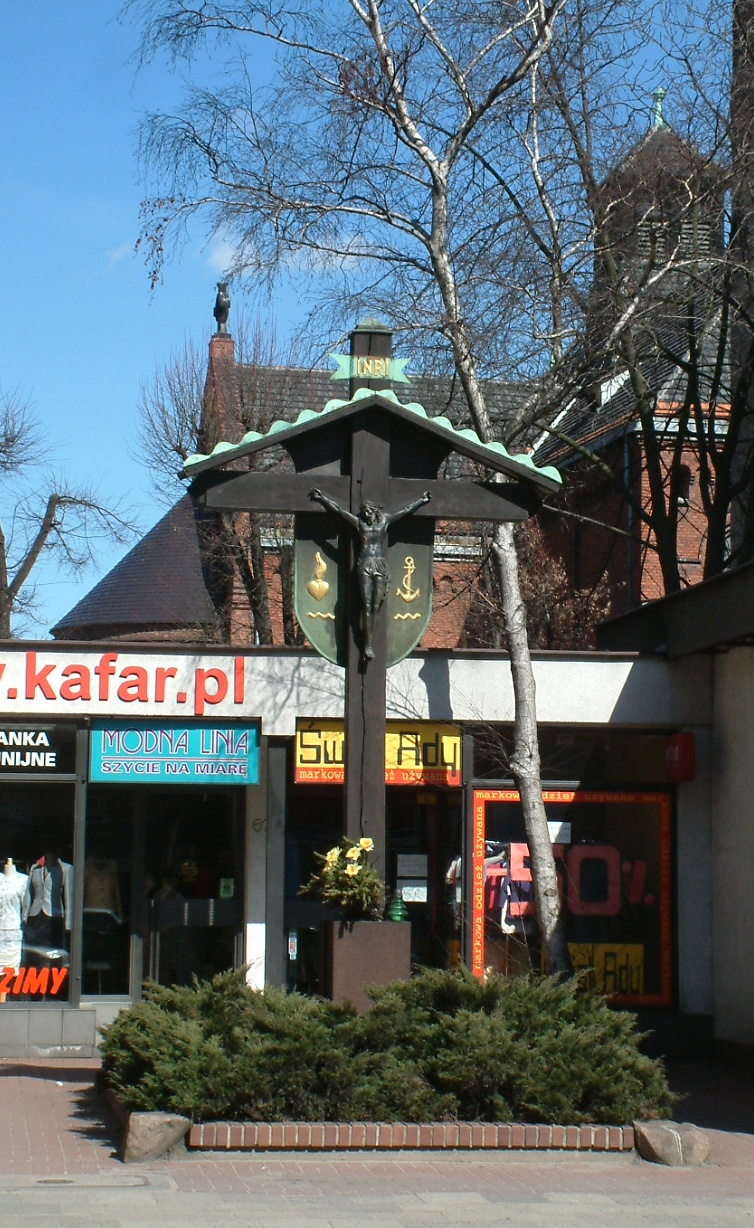
Krzyż na Jeżycach

Po rozebraniu starej, drewnianej konstrukcji mostu w latach 70. XIX wieku, Złoty Krzyż przeniesiony został na Jeżyce, gdzie stanął na posesji należącej do Wojciecha Magra przy ul. Kościelnej 11, nieopodal miejsca, gdzie wzniesiono później neoromański kościół Najświętszego Serca Jezusa i św. Floriana w Poznaniu. Jak podaje ówczesny Kurier Poznański, Wojciech Mager wraz z niejakim A. Radomskim, chcąc uchronić mocno już zakorzeniony w tradycji miejskiej, liczący kilkadziesiąt lat krucyfiks, sfinansowali jego renowację. 1 września 1878 między godziną 16 a 17 odnowiony krzyż został poświęcony przez mansjonarza, ks. Chrustowicza, asystował proboszcz, ks. Raatz. Po jakimś czasie krzyż został odstąpiony bądź sprzedany (nie wiadomo, czy przez Magra, czy może jego spadkobierców) Antoniemu Nowakowi, który ustawił go na swoim gruncie przy ul. Kościelnej, narożnik Wielkiej Berlińskiej (ob. ul. Dąbrowskiego 59). Ostatecznie na skutek regulacji ul. Wielkiej Berlińskiej, w wyniku porozumienia władz miejskich z proboszczem istniejącej już wówczas parafii Najświętszego Serca Jezusa, w listopadzie 1906 roku krzyż przeniesiono na posesję przy ul. Wielkiej Berlińskiej 60 (ob. Dąbrowskiego 58), której właścicielem był Antoni Czajka (według wpisu z księgi wieczystej) bądź wdowa Waligórska. W czasie II wojny światowej krzyż usunęły władze niemieckie. Nowy krzyż, wzorowany na pierwowzorze, postawiono po wojnie. W latach 80. XX wieku krzyż przeniesiono na parcelę nr 67 należącą do kościoła.

### Spór z władzami niemieckimi
W 1877 roku, w wyniku decyzji władz o rozbiórce starego drewnianego mostu i wybudowaniu nowego o stalowej konstrukcji, doprowadzono do usunięcia krzyża z mostu. Dozór kościelny parafii św. Marii Magdaleny rozpoczął wówczas starania o ustawienie nowego krzyża. Mimo początkowej zgody magistratu, na przeszkodzie stanęła odmowa prezydium policji, a następnie rejencji poznańskiej i ministerstwa spraw wewnętrznych. Spór ciągnął się przez ponad dwa lata, w tym czasie proboszcz parafii ukarany został grzywną za przeprowadzenie nielegalnej zbiórki pieniędzy w celu sfinansowania nowego krzyża. Sprzeciw wobec postawy władz wyrażała zarówno polska, katolicka społeczność miasta, jak również Polacy z innych zaborów. Zatarg zakończył się kompromisem władz kościelnych i państwowych, nowy krzyż ustawiono w 1880 roku w sąsiedztwie mostu. Postawa władz niemieckich spowodowana była ówczesną polityką kulturkampfu zmierzającą do ograniczenia wpływów Kościoła katolickiego, jak również do germanizacji zamieszkujących Niemcy mniejszości narodowych.

#### Zburzenie starego mostu
28 sierpnia 1877 poznański magistrat zwrócił się do dozoru kościoła św. Marii Magdaleny z prośbą o usunięcie wspomnianego wyżej, a będącego własnością tej parafii drewnianego krzyża, z powodu rozpoczęcia prac rozbiórkowych Mostu Chwaliszewskiego i budowy na jego miejscu nowej przeprawy o stalowej konstrukcji. Prośba została spełniona i krzyż znalazł nową lokalizację na Jeżycach. Jednakże jeszcze w fazie projektowej, 7 sierpnia, strona kościelna w osobie proboszcza Leona Raatza i będącego członkiem dozoru kościelnego aptekarza Wawrzyńca Heyduckiego zwróciła się do władz miejskich z prośbą o uwzględnienie w projekcie mostu miejsca na nowy krucyfiks. Władze miejskie odpowiedziały następnego dnia, stwierdzając że decyzja podjęta zostanie po zakończeniu budowy oraz przypominając, że właścicielem krzyża nie jest miasto i że ograniczy się ono tylko, podobnie jak miało to miejsce dotąd, jedynie do udzielenia ewentualnej zgody.

#### Spór z prezydium policji i rejencją
Prośba strony kościelnej została powtórzona 6 listopada, poproszono również o określenie z jakiego materiału krzyż ma zostać wykonany, tak by możliwe było ustawienie go, kiedy tylko prace budowlane dobiegną końca. 21 listopada magistrat wydał zgodę na ustawienie krzyża, określając jego lokalizację po północnej stronie przeprawy, na środkowym filarze mostu. 6 lutego 1878 władze miejskie nadesłały rysunki, na podstawie których parafia miała sporządzić nowy krucyfiks. W związku z osiągnięciem porozumienia z magistratem, dozór kościelny zwrócił się 28 lutego o potwierdzenie zaproponowanej lokalizacji do prezydium policji, jednakże 6 marca prośba ta spotkała się z oficjalną odmową umotywowaną obawą o porządkowe i komunikacyjne problemy, jakie umieszczenie krucyfiksu pośrodku mostu może spowodować. Twierdzono, że praktyki religijne dokonywane przez przechodzących wiernych, przyklękanie czy odmawianie modlitw, mogą utrudniać komunikację na przeprawie, powodować zakłócenie porządku i generować sytuacje odbierane jako obraza religijnych uczuć. Prezydium zaproponowało inną lokalizację krzyża – u wschodniego przyczółka mostu, nieopodal ul. Wenecjańskiej. Władze kościelne nie przyjęły do wiadomości tej decyzji i 13 marca odwołały się stosownym rekursem do rejencji poznańskiej, napisano m.in., że przywoływane w decyzji prezydium czynności nie były dotąd w tym miejscu praktykowane, natomiast ruch na moście uległ i tak obniżeniu ze względu na budowę kolei poznańsko-gnieźnieńskiej. Rekurs został odrzucony przez rejencję – jako niedostatecznie umotywowany – decyzją z 5 maja. Dozór kościelny po raz kolejny nie zgodził się z odmową, odwołano się do ministerstwa spraw wewnętrznych. W tym momencie sprawa wykroczyła już poza ramy sporu parafii z władzami, wywołując ogólny sprzeciw polskiej społeczności Poznania. W odwołaniu do ministerstwa władze kościelne powołują się na argument o rzekomym pozytywnym wpływie stojącego na moście krucyfiksu, wskazywały na przypadki samobójców, którzy w ostatniej chwili, z przyczyn religijnych odstąpili od zamiaru odebrania sobie życia (ze względu na silny nurt rzeki przypadki samobójstw w tym miejscu zdarzały się często). Decyzja ministerstwa z 14 sierpnia przyznała rację rejencji.

#### Zbiórka pieniędzy
W tym samu roku 18 lutego proboszcz Raatz opublikował apel do wiernych o wsparcie finansowe inicjatywy. Datki miały być przekazywane proboszczom parafii poznańskich. Apel opublikował Kurier Poznański, Dziennik Poznański i Goniec Wielkopolski. Następnie bez zgody władz rozpoczął zbiórkę, wnosząc w swoim imieniu pierwszą składkę wysokości 30 marek. Władze pruskie zareagowały na tę inicjatywę, nakładając na Raatza oraz odpowiedzialnych redaktorów: Stanisława Bronikowskiego z Dziennika, Szczepana Dreschera z Gońca i Józefa Żórawskiego z Kuriera grzywnę w wysokości 30 marek z możliwością zamiany na pięć dni aresztu. Pozwani odwołali się od wyroku, uzyskując w drugiej instancji ograniczenie kary do trzech marek. Ks. Raatz odmówił zapłacenia kary, uznając, że nałożona została bezzasadnie, ostatecznie więc została ona ściągnięta poprzez egzekucję komorniczą. Mimo to redakcja Kuriera w okresie od 19 lutego do 10 sierpnia 1878 zebrała sumę 668,80 marek. Datki spływały nie tylko z Poznańskiego, ale również z innych części ziem polskich, także ze Lwowa.

#### Wsparcie burmistrza Hersego
Dozór kościelny podjął na nowo negocjacje i na podstawie zalecenia prezydenta policji z 14 października, 18. złożono wniosek o pozwolenie na ustawienie krzyża u przyczółka, w sąsiedztwie muru oporowego prowadzących ku rzece schodów, przy spichlerzu niejakiego Engla. Również ten pomysł spotkał się z odmową zarówno prezydium, jak i władz miejskich, które miejsce koło muru przeznaczyły dla rybaków i handlarzy ryb. Wobec decyzji prezydium odwołanie do ministerstwa wystosowały tym razem same władze miejskie, które chcąc rozładować napiętą sytuację panującą w mieście, zdecydowały się wspomóc Kościół w dążeniu do ustawienia krzyża. Istotną rolę odegrała tu postawa pełniącego funkcję II burmistrza, Jarosława Hersego (w późniejszym okresie wybranego do funkcji nadburmistrza Poznania, jego wybór nie został jednakże zatwierdzony przez władze państwowe), który będąc katolikiem wydatnie wspomógł starania dozoru. Był on autorem drugiej wersji memoriału do ministerstwa (z 16 stycznia 1879), którą sporządził, uznając poprzednią za niewłaściwą. Władze miejskie dążyły do ustawienia krzyża na moście w miejscu, które wcześniej uznały za odpowiednie. Ministerstwo jednak decyzją z 21 sierpnia 1879 i tym razem odpowiedziało odmownie.
Wobec zaistniałej sytuacji i osiągnięcia pewnego porozumienia z prezydium policji (21 sierpnia) ostatecznie zdecydowano o ustawieniu krzyża u wschodniego przyczółka mostu, strona kościelna zaakceptowała również zastrzeżenie, że ma być on umieszczony na kamiennej podstawie wysokości co najmniej jednego metra i otoczony z trzech stron żelaznym parkanem oddalonym ok. 80 cm od cokołu. Swoje warunki 22 sierpnia postawił również magistrat, żądając zobowiązania, że krzyż zostanie na ewentualną prośbę władz usunięty, bez podawania przyczyny ani wskazywania ewentualnego nowego miejsca na jego ustawienie, zaś cała operacja zostanie przeprowadzona na koszt Kościoła. Formalności trwały aż do 26 stycznia 1880, kiedy wobec spisania przez notariusza Władysława Jeżdżewskiego stosownego aktu (19 stycznia), władze miejskie wydały zgodę na postawienie krzyża.

#### Krzyż z żelaza
Po ponad dwuletnich staraniach Złoty Krzyż ustawiony został na przewidzianym miejscu 15 kwietnia 1880 roku, poświęcono go w niedzielę 18 kwietnia o godzinie 17, a aktu tego dokonał proboszcz Raatz. Wygłosił on również stosowną przemowę do zgromadzonych wiernych w języku polskim i niemieckim. Całkowity koszt ustawienia żelaznego krucyfiksu oraz masywnej cynkowej postaci Chrystusa i pozostałych elementów założenia wyniósł 2000 marek.

### Od 1880 roku

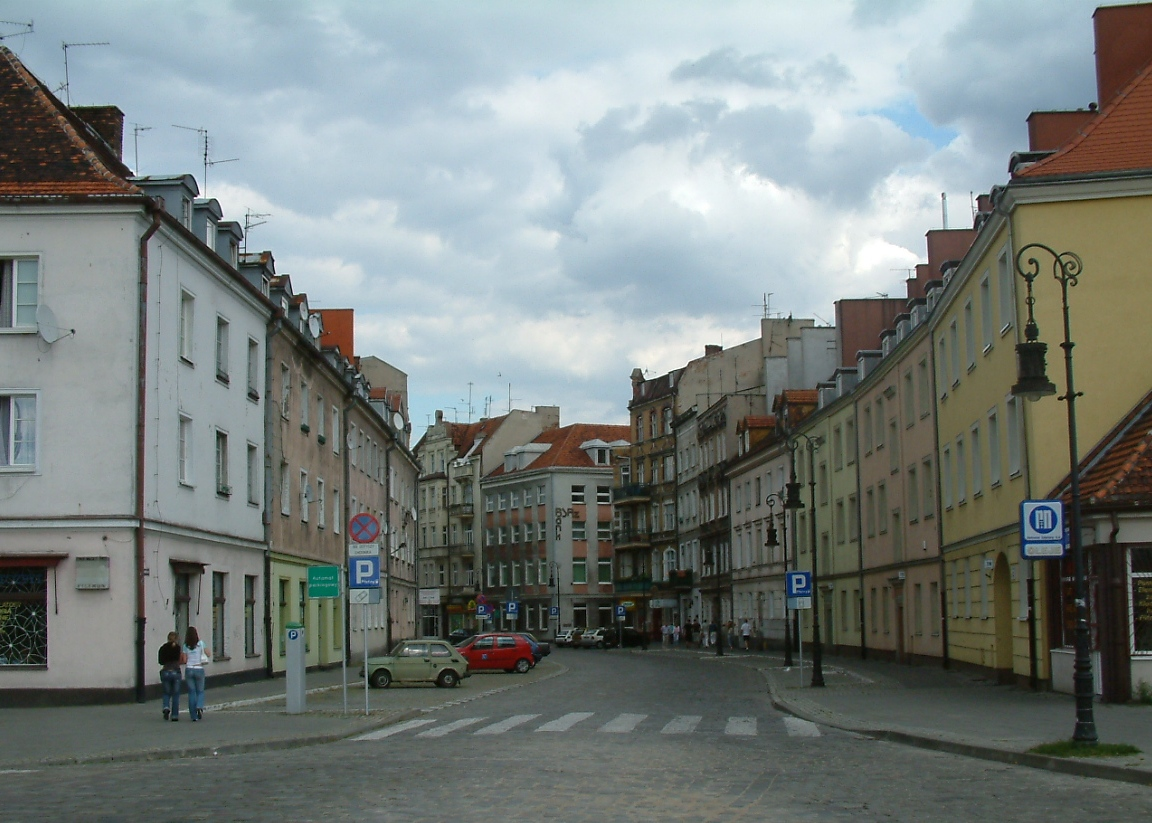
Wylot ul. Chwaliszewo, dawniej głównej ulicy miasta o tej samej nazwie. Niewidoczny na fotografii krzyż znajdowałby się po lewej stronie.

Od czasu ustawienia krzyża w 1880 roku do 1939 roku krzyż kilkakrotnie poddawany był renowacji. Szczególną opiekę nad obiektem sprawował Poznański Cech Rybacki, najprawdopodobniej z jego inicjatywy w 1922 roku przeprowadzono prace malarskie. Renowacji dokonali bezpłatnie Franciszek Grien i Wincenty Głębocki, natomiast materiały malarskie przekazała właścicielka składu farb, J. Antoniewiczowa.
W 1937 roku krzyż został odnowiony z okazji Międzynarodowego Kongresu Chrystusa Króla. Wizerunek został wówczas oczyszczony chemicznie i mechanicznie z warstw farby, dzięki czemu odsłonięte zostały zatarte, wiernie przez rzeźbiarza oddane kształty anatomiczne. W ten sposób przywrócono dziełu jego pierwotnie walory artystyczne. Rzeźba została następnie pokryta warstwą 22,5-karatowego złota. Wszystkie te prace wykonane zostały przez rzeźbiarza Stefana Petlińskiego. Sam krzyż został pomalowany przez malarza Franciszka Ofierzyńskiego i ślusarza Kazimierza Steina zgodnie z życzeniem kanonika Szreybrowskiego na stalowoniebieski kolor. Koszt renowacji wyniósł 250 złotych, pokryto go ze składek wiernych. Przy okazji renowacji członkowie cechu wycięli również rosnący w pobliżu krzak bzu i w jego miejscu umieścili na granitowej podstawie żelazne ogrodzenie, przy którym składano wiązanki kwiatów.
W okresie międzywojennym zastanawiano się nad przeniesieniem krzyża ze względu na jego – zdaniem niektórych – nielicujące z rangą obiektu kultu religijnego umiejscowienie. Już wówczas planowano zmianę koryta rzeki i zburzenie mostu Chwaliszewskiego. Pojawiły się pomysły przeniesienia krzyża na planowaną wówczas promenadę. Do realizacji tych zamierzeń nigdy jednak nie doszło.
Przed II wojną światową, w okresie wielkiego kryzysu doszło do często opisywanego wydarzenia związanego ze Złotym Krzyżem. Bezrobotny mężczyzna popełnił wówczas samobójstwo, wykorzystując krucyfiks jako swoistą szubienicę. Pozostawił on wierszowany tekst w następujący sposób wyjaśniający motywy jego czynu: Nie ma pracy, nie ma chleba; Nasrać na Polskę, idę wprost do nieba!.
Złoty Krzyż w swej ówczesnej formie został zniszczony i wrzucony do Warty przez wojska niemieckie krótko po wkroczeniu do Poznania w 1939. Po zakończeniu II wojny światowej, już w 1945 roku w jego miejscu ustawiono prosty drewniany krucyfiks przydrożny i w takiej formie krzyż chwaliszewski stoi do chwili obecnej. W 1968, zgodnie z przedwojennymi zamierzeniami, przeprowadzono zmianę koryta rzeki i zniesiono przeprawę chwaliszewską, zmieniając konotację przestrzenną monumentu. Krzyż od zakończenia wojny poddawany był renowacji, ostatnią, jak można wnioskować z tabliczki na nim umieszczonej, przeprowadziła parafia zakonu oblatów podczas misji świętych w 2000 roku.

## Opis krzyża
Pierwotny drewniany krzyż chwaliszewski był prostym krucyfiksem przydrożnym zdobionym złoconą pasyjką i umiejscowionym na środkowym przęśle mostu Chwaliszewskiego. O wiele większą wartość artystyczną i materialną przedstawiał krzyż ustawiony staraniem dozoru kościelnego w 1880 roku. Żelazny krzyż miał 4 m wysokości i 2,26 m szerokości, po jednym metrze rozpiętości ramion posągu Chrystusa, w 1937 pomalowany został na kolor stalowoszary. Końce poprzecznej belki i szczyt ozdobione były wydrążonymi, złączonymi ze sobą półkolami, artystycznie szkieletowane były również połacie belek. Rzeźba naturalnej wielkości wykonana została z cynku i zawieszona na dwóch hakach oraz czterech śrubach, pierwotnie malowana farbą, w 1937 pokryta została grubą warstwą 22,5-karatowego złota. Masa wizerunku wynosiła około 150 kg. Krzyż ustawiony był na żelaznej podstawie wysokości 38 cm, łączącej się z masywnym postumentem złożonym z dwóch bloków granitu, wysokości 90 cm. Granitowy postument spoczywał z kolei na ceglano-kamiennym cokole wysokości 46 cm.
Wyobrażenie ukrzyżowanego Chrystusa oceniano jako mające wysoką wartość artystyczną, zwracano uwagę na niezwykle precyzyjne i wierne oddanie szczegółów anatomicznych ciała. Cechą charakterystyczną przedstawienia było ukazanie stóp przybitych osobno, jedna obok drugiej. Ujęcie to powodowało rozmaite spekulacje odnośnie do rzekomego zastrzeżenia władz pruskich, mających jakoby zażądać takiego właśnie ukazania, źródła jednak nie potwierdzają tej interpretacji. Artysta najprawdopodobniej opierał się na legendzie o odnalezieniu krzyża Chrystusa przez cesarzową Helenę, zgodnie z którą odkryto cztery, a nie trzy gwoździe. Rzeźba powstała w zakładzie Kunstanstalt- Gebrüder w Monachium, koszt jej wykonania opiewał na 506 marek.
Żelazny krzyż, na którym zawieszono rzeźbę, wykonany został w 1878 w Zakładach Hipolita Cegielskiego, zgodnie z rachunkiem wystawionym przez wykonawcę, koszt jego wyniósł 900 marek, jednakże firma zrzekła się wszelkich korzyści z tego tytułu. Początkowo zakładany koszt wykucia wynieść miał 545 marek, jednakże w trakcie prac okazało się konieczne zwiększenie rozmiarów krzyża i wzmocnienie jego konstrukcji, co wpłynęło znacząco na ostateczną wartość zlecenia. Krzyż zaopatrzony został ponadto w elementy umożliwiające zawieszenie rzeźby.
Bloki granitu z których wzniesiono postument dostarczyła firma A. Krzyżanowskiego, ich koszt według rachunku z 20 lipca 1878 wyniósł 174 marki, natomiast koszt ustawienia wyniósł 74 marki (rachunek z 26 kwietnia 1880). Ta sama firma dostarczyła żelazny parkan o wartości 150 marek (rachunek z 26 kwietnia 1880).
Obecny krzyż chwaliszewski podobnie jak jego XVIII-wieczny poprzednik jest prostym przydrożnym krucyfiksem wysokości ok. 4 metrów. Pomalowano go na kolor brązowy, natomiast rzeźbie Chrystusa nadano barwy naturalne. Przepaska biodrowa jest koloru złotego. Na krzyżu znajduje się tabliczka upamiętniająca misje święte w parafii zakonu oblatów w 2000 roku. W bezpośrednim sąsiedztwie krzyża znajduje się fragment ceglanego muru będący jedyną widoczną pozostałością wschodniego przyczółka mostu Chwaliszewskiego.

## Legendy związane z krzyżem
Z krzyżem chwaliszewskim związane są dwie legendy, wykazujące wzajemne podobieństwo, mające wyjaśnić okoliczności jego ustanowienia. Według pierwszej z nich, podczas potopu szwedzkiego, gdy Poznań zajęty został przez wojska nieprzyjacielskie, przypłynęła Wartą z Częstochowy Matka Boża i zatrzymała się przy moście Chwaliszewskim, by następnie sprowadzić na miasto powódź i uratować je w ten sposób przed okupantem. Na pamiątkę tego wydarzenia miano postawić na moście krzyż. Druga legenda odnosi się do katastrofalnej powodzi, która nawiedziła Poznań w 1736 roku (woda miała być morskiego pochodzenia). Według przekazu miasto zostało ocalone przez samego Chrystusa, który, podobnie jak uprzednio jego matka, przypłynął Wartą z Jasnej Góry do Poznania, a następnie na pamiątkę tego wydarzenia, stanął na moście. Znany jest również przekaz o siwobrodym starcu, który miał przesiadywać pod Złotym Krzyżem i opowiadać przechodzącym legendy z nim związane.

## Inspiracje literackie
Motyw krzyża chwaliszewskiego jego obecny w co najmniej dwóch wierszach oraz jednej powieści. Krucyfiks zainspirował poetów Leonarda Turkowskiego (Złoty Pan Jezus, 1933) oraz Mariana Karwackiego (Zasypano, 2004). Wiersze przywołują m.in. postaci poznańskich rybaków silnie związanych dawniej z Chwaliszewem i Złotym Krzyżem.

Czy to w czas mrozu, czy słoty,
czy w blaskach słonecznej spiekoty,
wisi na krzyża żelaznym drzewie -
ze zwykłej blachy, ale zawsze złoty
Pan Jezus na Chwaliszewie.

Krzyż chwaliszewski pojawia się również z powieści kryminalnej Edwarda Pasewicza Śmierć w darkroomie (2007). Autora zainspirowała historia przedwojennego samobójcy, który powiesił się na Złotym Krzyżu. Fikcyjna fabuła osadzona została w listopadzie 2005 roku i wiąże się z autentycznym wydarzeniem – udaremnionym wówczas przez policję Marszem Równości. Bohaterem powieści jest warszawski policjant, komisarz Marcin Zielony, który prowadzi w Poznaniu prywatne śledztwo w sprawie śmierci brata, Igora. Brat komisarza był gejem i zginął w jednym z gejowskich klubów krótko po rozpędzeniu przez policję demonstracji. Zielony staje się obiektem homoseksualnej obsesji upośledzonego umysłowo chłopaka zwanego Młodym, który przekonany o niemożności jej spełnienia, popełnia samobójstwo wieszając się na krzyżu chwaliszewskim.

Przemknął Czartorią. Doszedł do krzyża i usiadł na murku. Taksówkarze nie spali. Ale były tylko trzy taksówki. Postanowił poczekać. Bał się, że kiedy będzie przechodził jakiś patrol policyjny, znowu zaczną go przepytywać (...) Wszyscy bawili się w swoich knajpach, domach lub ogródkach. Przyjrzał się krzyżowi. Najtrudniej będzie dotrzeć do poprzecznej belki. Ale poradzi sobie. W połowie pionowej belki przykręcona była tabliczka, a wyżej figurka. Jak stopnie schodów, wystarczy oprzeć stopę na tabliczce a potem na figurce i będzie u góry.